# Dziedzickia macrura
Dziedzickia macrura är en tvåvingeart som beskrevs av Shinji 1939. Dziedzickia macrura ingår i släktet Dziedzickia och familjen svampmyggor. Inga underarter finns listade i Catalogue of Life.